# كتاب الإوزة
كتاب الإوزة هي رواية صدرت عام 2022 من تأليف ييون لي.    فازت الرواية بجائزة بان/فولكنر وأُدرجت في القائمة الطويلة لجائزة أندرو كارنيجي للتميز في الخيال.

## الكتابة والتطوير
كان مصدر إلهام ييون الأولي للرواية هو اكتشاف مراجعة لعدة كتب عن المعجزات الفرنسية، التي نُشرت في منتصف القرن العشرين.  تدور أحداث الرواية في فرنسا على الرغم من أنها قامت برحلات عرضية فقط إلى البلاد.  قرأ الكاتب إدموند وايت الواية قبل نشرها وهو صديق ييون لي.  أجرت لي بحثًا تاريخيًا عن فرنسا بعد الحرب العالمية الثانية وهي الفترة التي تدور أحداث الرواية فيها.  ومع ذلك، اختارت لي عدم تركيز الرواية على الحقائق والمعلومات التي اكتشفتها لأنها لم تشعر أن الراوية، أغنيس، بحاجة إلى تزويد القراء بواقعية علنية. 
بعندما أكملت لي الكتاب قارنت لي الرواية بالروايات النابولية جللكاتبة إيلينا فيرانتي. 

## الاستقبال

### الاستقبال النقدي
وفقًا لمجمع المراجعة الأدبية بوك ماركس تلقت الرواية في الغالب مراجعات رائعة. 
كتب النُقاد عن أوجه التشابه بين كتاب الإوزة والروايات النابولية للكاتبة إيلينا فيرانتي.    أشارت سارة تشيهايا في كتابتها لمجلة ذا أتلانتيك إلى المقارنات بين الرواية وسلسلة فيرانتي على أنها سهلة للغاية و مفيدة فقط في توجيه القارئ نحو موضوعات الرغبة وتقرير المصير التي تتقاسمها الأعمال. في  مراجعة نشرتها صحيفة فاينانشيال تايمز أكدت لوسي سكولز أن المقارنات بين لا بد من مقارنة أي رواية مكتوبة جيدًا عن الصداقة النسائية والروايات النابولية.  سلطت سكولز الضوء على أوجه التشابه في إعدادات الأعمال وديناميكية الصداقات.  كتبت ميغان أوجرادي في مراجعة لصحيفة نيويورك تايمز أن المقارنات كانت صحيحة في بداية الكتاب ولكن مع تطور أحداث الرواية وتغير الإعداد، ذكّرتها بدلاً من ذلك بكتابة المؤلف السويسري فلور جايجي والكاتبة الاسكتلندية موريل سبارك. 

### الجوائز والكريمات
وصلت الرواية إلى القائمة الطويلة لجائزة أندرو كارنيجي للتميز في الخيال. 
أُدرجت ضمن قوائم أفضل الروايات لعام 2022 التي نشرتها مجلة ذا نيو يوركر ومجلة سلايت ومجلة تايم.   